# Marco Marras
Marco Marras (1981 o 1982) è un poliziotto italiano, insignito della medaglia d'oro al valor civile.

## Storia
Il 24 settembre 2021, al termine del turno di servizio, Marras e Loris Tola, ai tempi rispettivamente assistente capo e agente scelto, entrambi in forza alla Squadra Volanti della Questura di Cagliari, furono allertati dalla sala operativa riguardo a una segnalazione proveniente da Assemini. Un cittadino cinquantenne di nazionalità rumena, in stato confusionale, aveva comunicato al 113 l’intenzione di dar fuoco al proprio datore di lavoro. 
Giunti sul posto, i due agenti si trovarono di fronte all’uomo che, dopo aver dato fuoco a un secchio contenente benzina, si cosparse di liquido infiammabile e si diede fuoco. Marras si gettò immediatamente su di lui nel tentativo di spegnere le fiamme, rimanendo gravemente ustionato, con ustioni sul 60% del corpo. Il collega Tola intervenne prontamente utilizzando l’estintore in dotazione per spegnere le fiamme. Nonostante gli sforzi, l’uomo decedette tre giorni dopo in ospedale. Marras fu ricoverato nel centro grandi ustionati dell’ospedale di Sassari e, dopo un lungo percorso riabilitativo, rientrò in servizio.
Il 12 aprile 2022, durante la cerimonia per il 170º anniversario della fondazione della Polizia di Stato, svoltasi a Cagliari nel piazzale della caserma della Stradale in viale Buoncammino, Marras e Tola furono insigniti della medaglia d’argento al valor civile e promossi di grado. Il vicequestore aggiunto Veronica Madau lesse l’encomio solenne ai presenti, sottolineando le eccezionali qualità professionali e operative dimostrate durante l’intervento del 24 settembre 2021. Il questore Paolo Rossi consegnò personalmente le onorificenze, elogiando il coraggio e la professionalità dei due agenti.
Nel novembre dello stesso anno, Marras e Tola ricevettero lo Scudo d’Argento di San Martino, riconoscimento conferito dall’Istituto Scudi di San Martino a coloro che si sono distinti per atti di solidarietà e soccorso.
Il 27 marzo 2024, il Presidente della Repubblica Sergio Mattarella conferì a Marras la Medaglia d’Oro al Valor Civile. La cerimonia di consegna si tenne il 10 aprile 2024 a Piazza del Popolo, Roma, durante la celebrazione del 172º anniversario della fondazione della Polizia di Stato, alla presenza del Presidente della Camera dei deputati Lorenzo Fontana.

## Onorificenze

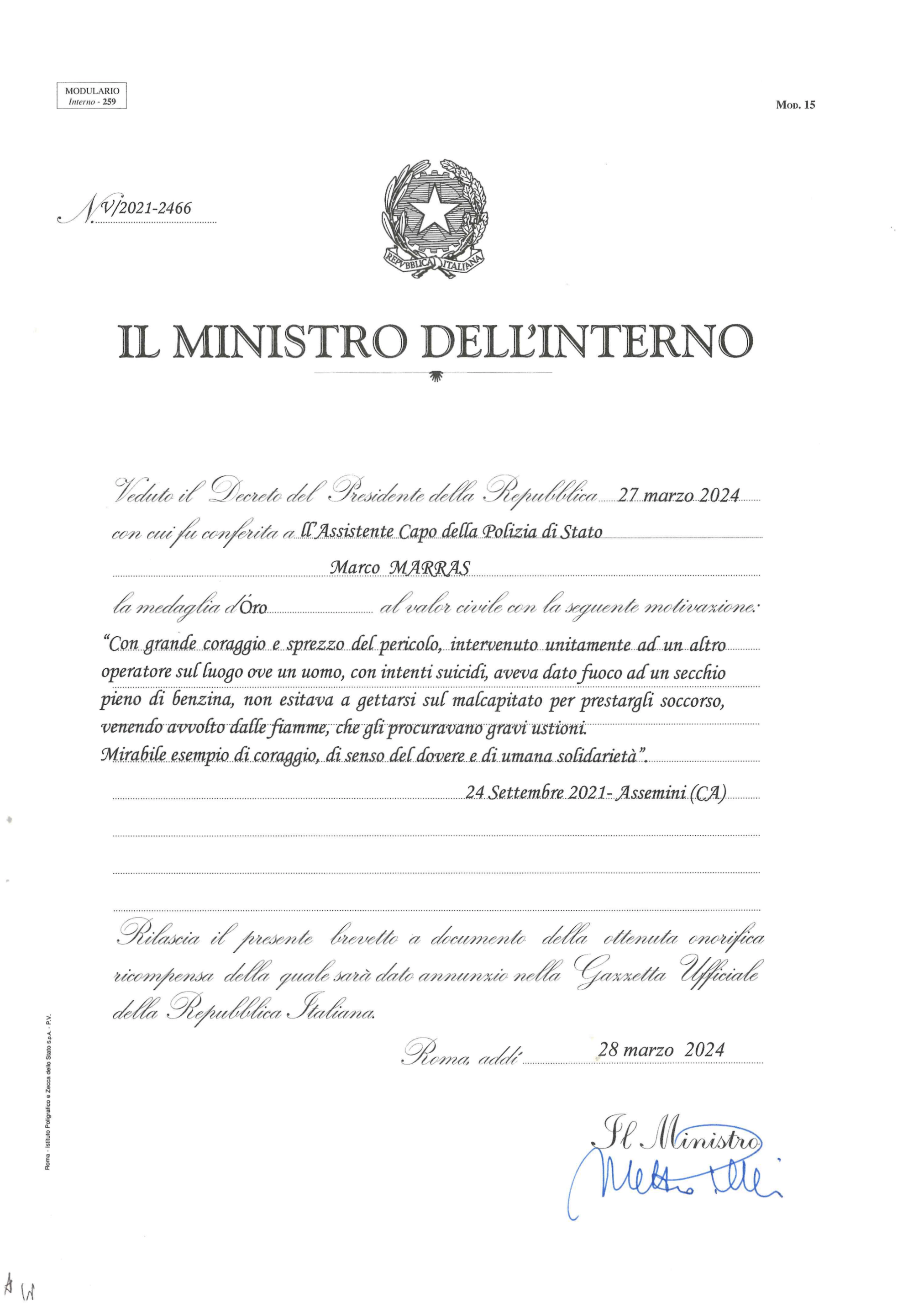
Il documento della medaglia d'oro al valor civile